# Тухватуллин, Мутыгулла Тухватуллович
Мутыгулла Тухватуллович Тухватуллин (1840 или 1845—1920) — татарский просветитель. Имам-хатыб расположенной в Уральске Красной мечети, основатель медресе «Мутыгия».

## Биография
Родился в 1840 или 1845 году во входившей в Казанскую губернию деревне Малые Кайбицы. Мать Мутыгуллы умерла при родах. Его отец Тухват был муллой, он умер во время хаджа, когда мальчику не было даже двух лет. У Мутыгуллы было две сестры. После смерти родители они втроём жили при мечети. Благодаря этому мальчик ещё в раннем возрасте наизусть выучил первые суры Корана. Благодаря помощи односельчан, собравшим деньги на его обучение, Мутыгулла окончил Кышкарское медресе. Во время обучения в нём Мутыгулла познакомился с отцом Габдуллы Тукая.
После окончания медресе продолжил учёбу в университете Аль-Азхар. В частности, там Мутыгулла Тухватуллин выучил турецкий, арабский и другие языки. В 1877 году, завершив обучение, вернулся из Египта, на пути домой остановился у сестры в Уральске, где в итоге и остался, став имам-хатыбом расположенной в городе Красной мечети.
В Уральске Мутыгулла Тухватуллин женился на Гиззинас. Чета Тухватуллиных внесла большой вклад в развитие исламского образования как в городе, так и за его пределами. Гиззинас основала женское медресе, а Мутыгулла — медресе «Мутыгия». У Мутыгуллы и Гиззинас было 15 детей, но 8 из них умерли ещё в детстве. Среди сыновей был будущий татарский поэт Камиль Мутыги.
Мутыгулла лично преподавал в основанном им медресе. Одним из выпускников «Мутыгии» стал сын его друга — Габдулла Тукай.
Умер в 1920 году в Уральске.